# Universitatea Liberă Internațională din Moldova

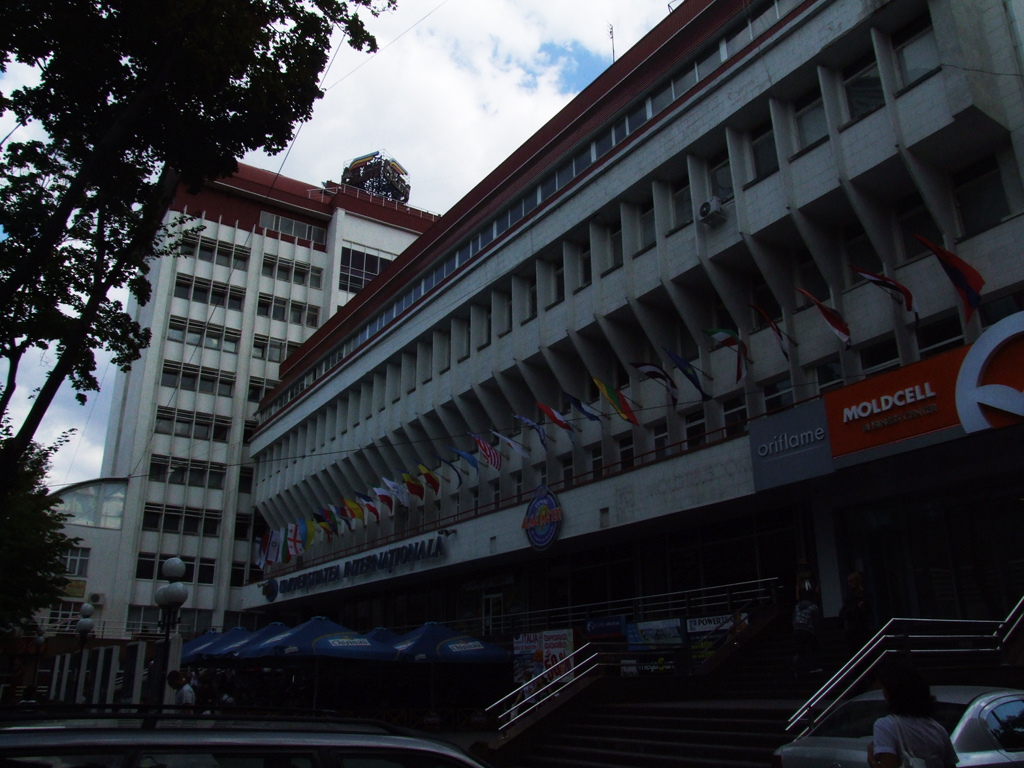
Sediul instituției

Universitatea Liberă Internațională din Moldova este situată în centrul capitalei Republicii Moldova – orașul Chișinău. 
Universitatea Liberă Internațională din Moldova, a fost fondată la 16 octombrie 1992 prin decizie de guvern. Concepută drept o instituție de învățământ superior de alternativă, ULIM astăzi promovează diverse tehnologii educaționale și informaționale în procesul de studii. Universitatea este acreditată de Consiliul Național pentru Evaluare Academică și Acreditare și Consiliul Național pentru Acreditare și Atestare Științifică.
ULIM este un centru-model educațional, cultural de anvergură europeană, cu biblioteci moderne, săli cu computere și aparataj performant, mediatecă, centru sportiv, campus, parteneriat strategic cu numeroase universități la nivel internațional, prezența la ULIM a unor somități profesorale, includerea în circuitul de elită al învățământului superior european, instituirea unor premii de excelență în domeniul literaturii, artelor, științei și tehnicii etc.
ULIM oferă numeroase programe de studii, la toate nivelurile (licență, masterat, doctorat)  și formele de pregătire universitară.

## Facultăți
- Facultatea de Drept
- Facultatea de Științe Economice
- Facultatea de Litere
- Facultatea de Biomedicină și Ecologie
- Facultatea de Informatică și Inginerie
- Facultatea de Relații Internaționale
- Facultatea de Științe Politice și Jurnalism
- Facultatea de Psihologie
- Facultatea de Asistență Socială și Științe ale Educației